# غلقى مخزنية
الغَلْقَى المخْزَنِيّة (الاسم العلمي: .Vincetoxicum hirundinaria Medik أو .Vincetoxicum officinale Moench) هي نوع نباتات من جنس الغلقى ومن الفصيلة الدفلية ومن رتبة الجنطيانيات.

## معرض صور

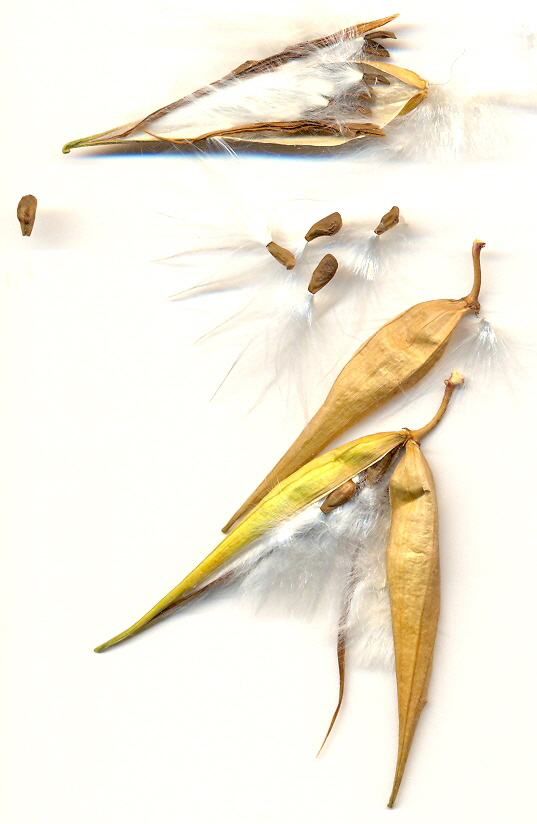
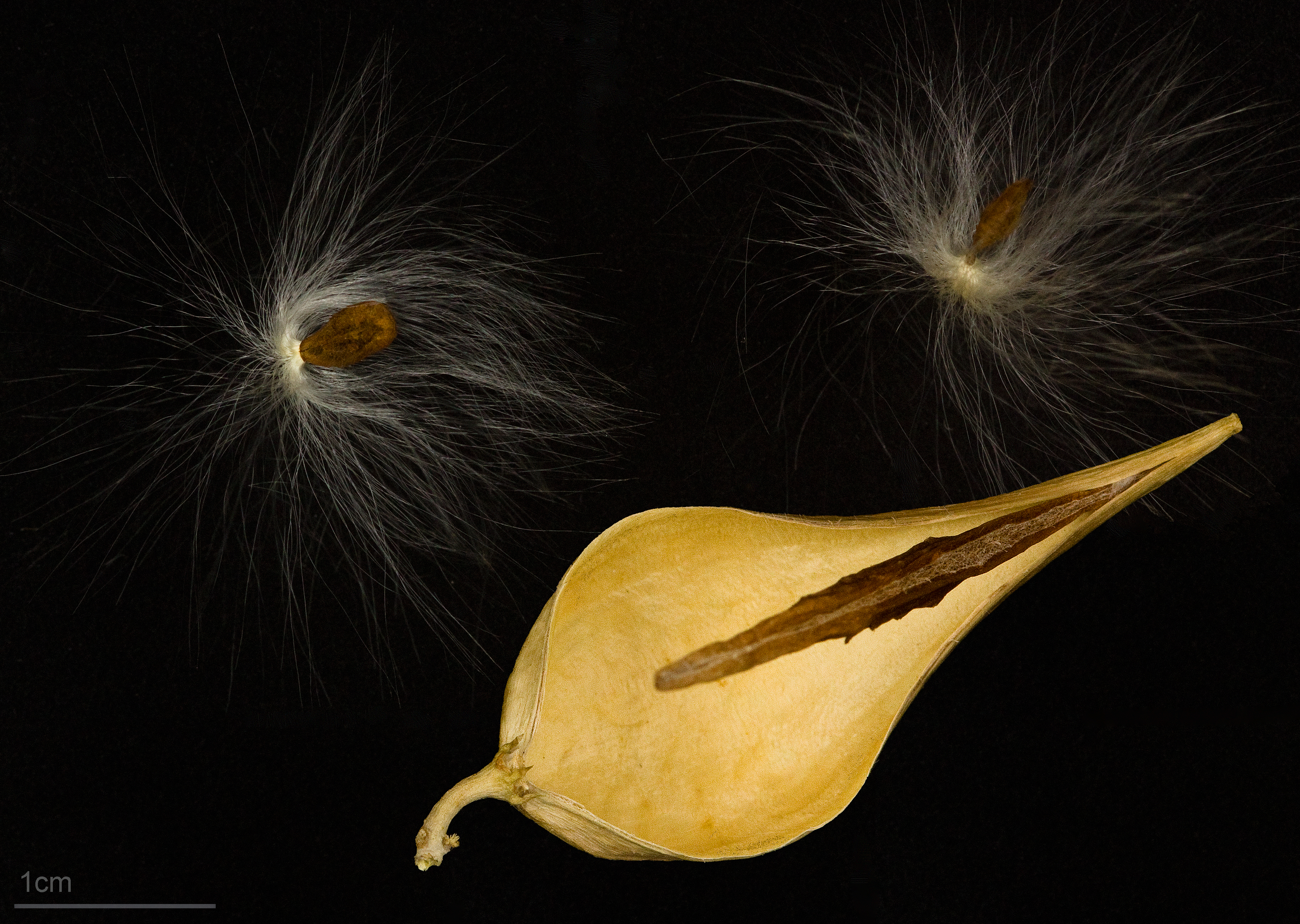
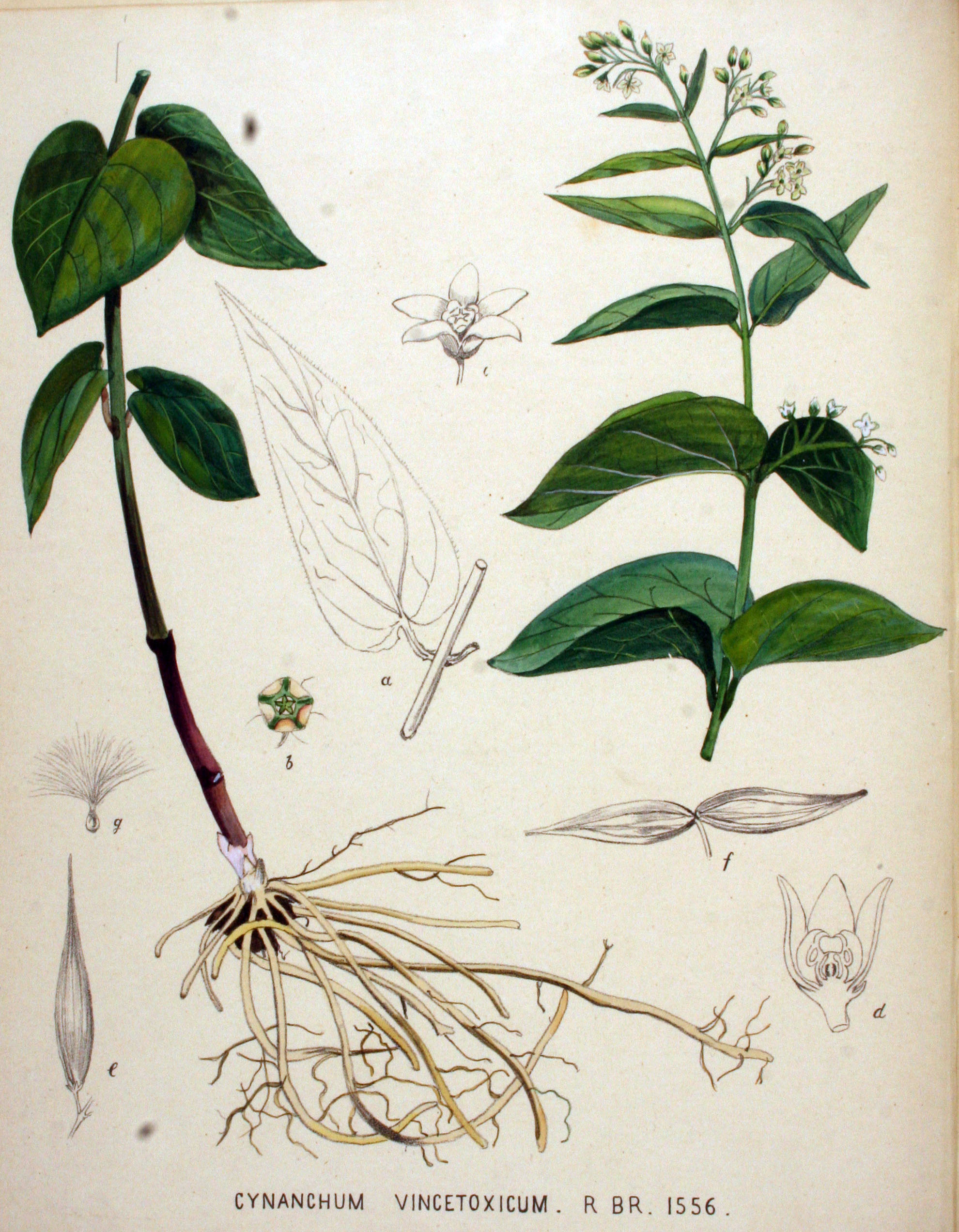